# The Baddest Female
Singles de CL
Please Don't Go
(2009) MTBD (Mental Breakdown)
(2014)
The Baddest Female (en coréen : 나쁜 기집애, Nappeun Gijibae, litt. « Mauvaise fille ») est un single de l'artiste sud-coréenne CL, produit par Teddy Park de YG Entertainment et sorti le 28 mai 2013,. Cette chanson de K-pop et de hip-hop comprend aussi des éléments d'electro et de dubstep,. Elle remporte le Mnet Asian Music Award 2013 (en) de la meilleure prestation féminine de danse solo.

## Contexte et sortie
Le single est d'abord annoncé sous le titre Bad Girl le 23 mai 2013, mais le titre anglais est changé en The Baddest Female après que l'artiste Lee Hyori a publié son single Bad Girls.
The Baddest Female est publié le 28 mai 2013 sur des plateformes de  téléchargement numérique dans le monde entier.

## Promotion
Le single est dévoilé par une image promotionnelle publiée par YG Entertainment. Le 2 juin 2013, CL interprète la chanson dans l'émission Inkigayo diffusée par SBS. Le 25 février 2018, elle chante The Baddest Female lors de la cérémonie de clôture des Jeux olympiques d'hiver de 2018 au stade olympique de Pyeongchang.

## Clip vidéo
Le clip de The Baddest Female est réalisé par Seo Hyun Seung,. Il est publié sur YouTube le jour de la sortie du single. Elle atteint le million de vues en moins de 24 heures. En plus de CL, on peut y voir les artistes G-Dragon, Taeyang du boys band Big Bang, Lydia Paek et le producteur Teddy Park,,.
Yang Hyun-suk, le fondateur de YG Entertainment, déclare qu'il s'agit du « meilleur clip qu['il] ai[t] jamais vu ».

## Liste des pistes
| 1.   | The Baddest Female (나쁜 기집애) | CL, Teddy | Teddy | CL | 3:43 |
| 3:43 |                                  |           |       |    |      |

## Classement hebdomadaire
| Classement (2013)   | Meilleure position |
| ------------------- | ------------------ |
| Corée du Sud (Gaon) | 1                  |

## Récompenses
| Année | Prix                     | Catégorie                                   | Résultat |
| ----- | ------------------------ | ------------------------------------------- | -------- |
| 2013  | Inkigayo (SBS)           | No.1 Of The Week                            | Lauréat  |
| 2013  | Mnet Asian Music Awards  | Meilleure prestation féminine de danse solo | Lauréat  |
| 2013  | Mnet 20's Choice Awards  | 20's Style Awards                           | Lauréat  |
| 2014  | YinYueTai V Chart Awards | Meilleure artiste féminine (Corée)          | Lauréat  |